# Петров, Василий Васильевич (сапёр)
Васи́лий Васи́льевич Петро́в (25 апреля 1914, Тамбов — 31 июля 1997, Саратов) — командир сапёрного взвода 957-го стрелкового полка 309-й стрелковой дивизии 40-й армии Воронежского фронта, гвардии лейтенант, Герой Советского Союза.

## Биография
Родился 25 апреля 1914 года. Русский. Окончил 8 классов средней школы и Тамбовский строительный техникум. В 1933—1936 годах и в 1938—1941 годах работал прорабом, проектировщиком и топографом в строительных организациях в Йошкар-Оле, Старом Осколе, Курске и Тамбове. В 1936—1938 годах проходил службу в армии.
На фронтах Великой Отечественной войны с июня 1941 года. До октября 1941 года сражался на Северо-Западном фронте, принимал участие в оборонительных боях на территории Литвы, Латвии, в районе Пскова. С октября 1941 года по март 1943 года находился в гитлеровском плену, а после побега из лагеря некоторое время жил на временно оккупированной территории. С апреля 1943 года воевал на Воронежском, 1-м и 2-м Украинских фронтах в должности командира сапёрного взвода. Участвовал в Курской битве и освобождении Украины.
Особо отличился при форсировании Днепра. Вместе со своим взводом к моменту сосредоточения полка на левом берегу Днепра подготовил большое количество лодок, плотов и 3 парома. В ночь на 24 сентября 1943 года на них были переправлены подразделения полка, которые захватили плацдарм в районе сёл Балыко-Щучинка и Калиска (ныне Кагарлыкский район Киевской области Украины).
Указом Президиума Верховного Совета СССР от 23 октября 1943 года за мужество и героизм, проявленные в боях с немецко-фашистскими захватчиками, лейтенанту Петрову Василию Васильевичу присвоено звание Героя Советского Союза с вручением ордена Ленина и медали «Золотая Звезда» (№ 2017).
Участвовал в освобождении Польши, Румынии, Венгрии, Чехословакии, разгроме врага на территории Австрии. Войну закончил в должности начальника военно-технического снабжения 93-й гвардейской стрелковой дивизии. 24 июня 1945 года  участвовал в Параде Победы.
С 1946 года старший лейтенант Петров — в запасе. Работал инженером в одной из строительных организаций в Тамбове, заместителем управляющего Саратовской областной конторы «Заготзерно». Жил в городе Саратов, работал в областном управлении хлебопродуктов и комбикормовой промышленности.
Умер 31 июля 1997 года. Похоронен на Елшанском кладбище в Саратове.